# Банда четырёх
«Ба́нда четырёх» (кит. трад. 四人幫, упр. 四人帮, пиньинь Sìrén bāng, палл. Сы жэнь бан) — идеологическое клише, используемое в официальной китайской пропаганде и историографии для обозначения группы высших руководителей Коммунистической партии Китая, выдвинувшихся в ходе Культурной революции 1966—1976 годов, являвшихся наиболее приближёнными к Мао Цзэдуну лицами в последние годы его жизни. Согласно официальной версии, после смерти Мао члены «банды четырёх» намеревались узурпировать высшую власть, но были разоблачены и арестованы. В состав этой группы входили: Цзян Цин — последняя жена Мао, а также Ван Хунвэнь (один из пяти заместителей Председателя ЦК КПК, член Политбюро ЦК КПК и Постоянного комитета Политбюро ЦК КПК, член Постоянного комитета Всекитайского собрания народных представителей), Чжан Чуньцяо (мэр Шанхая и секретарь Шанхайского горкома КПК) и Яо Вэньюань (член Политбюро, ответственный за идеологическую работу). Фактически четвёрка представляла собой фракцию «левых» в высшем руководстве Компартии Китая, которая контролировала деятельность властных органов КПК и КНР на последних этапах Культурной революции, действуя от имени Мао Цзэдуна.
Участники группировки были арестованы вскоре после окончания траурных церемоний в связи со смертью Мао Цзэдуна, впоследствии обвинены в совершении ряда государственных преступлений. «Банда четырёх» вместе с ранее дискредитированным маршалом Линь Бяо были объявлены опаснейшими контрреволюционными силами. Таким образом новое руководство КПК переложило на них ответственность за эксцессы и репрессии против руководящих кадров в период Культурной революции.
Разгром «банды четырёх» являлся важнейшим эпизодом борьбы за власть между наследниками Мао. В результате новому лидеру Хуа Гофэну, опиравшемуся на поддержку ветеранов партии, высший генералитет НОАК и группу т. н. «прагматиков», удалось устранить своих наиболее опасных конкурентов.

## Членство
Китайские руководители во главе с Хуа Гофэном всячески стремились отделить имя покойного Мао Цзэдуна от поверженной четвёрки. В этой связи официальная пропаганда утверждала, что Мао Цзэдун предостерегал Цзян Цин и её приспешников от интриг; при этом «великий кормчий» якобы заявил Цзян Цин, что «не стоит собирать „банду“ для получения власти». Таким образом населению внушалось, что термин «банда четырёх» пустил в оборот сам Мао.
В связях с «бандой четырёх» впоследствии обвинили ряд высокопоставленных лиц, среди них упоминались Кан Шэн (умер в 1975), Се Фучжи (умер в 1972), Чэнь Бода, Мао Юаньсинь (племянник Мао Цзэдуна).
На Западе существует точка зрения, что реальное руководство Культурной революцией принадлежало более широкой группе, при этом акцент делается на членах Центральной группы Культурной революции. Наиболее известным среди них был маршал Линь Бяо, погибший в авиакатастрофе в 1971 при попытке бежать из Китая. Чэнь Бода обычно относят к фракции Линь Бяо, а не к фракции Цзян Цин.
Отстранение «банды четырёх» от власти знаменовало собой окончание Культурной революции, которая была начата Мао Цзэдуном в 1966 г. как часть борьбы за власть с Лю Шаоци, Дэн Сяопином и Пэн Чжэнем. До 1976 г., когда Цзян Цин перестала играть важную политическую роль, она была ответственным лицом за работу государственных органов управления в сфере культуры. Чжан, Яо и Ван были лидерами партии в Шанхае и играли большую роль, охраняя город от рук Мао Цзэдуна во время революции.
Сразу после смерти Линь Бяо Культурная революция начала терять свой размах. Новые военачальники Народной освободительной армии требовали её скорейшего восстановления в связи с опасной ситуацией вдоль границы с СССР. Первый премьер-министр Госсовета КНР Чжоу Эньлай, принимавший революцию, но никогда её полностью не поддерживавший, восстановил свою власть и использовал её для возвращения Дэн Сяопина в руководящие круги партии на 10 партийном съезде в 1973 г. Лю Шаоци погиб в заключении в 1969 г.
К концу жизни Мао Цзэдуна борьба за власть продолжилась между «Бандой четырёх» и альянсом Дэн Сяопина, Чжоу Эньлая и Е Цзяньина.

## Падение
В настоящее время[когда?] официальная линия КПК предполагает, что Мао Цзэдун в последние годы своей жизни действовал против Цзян Цин и её соратников, и что после его смерти 9 сентября 1976 г. те снова предпринимали попытки захватить власть. Подобное же заявление было сделано и в адрес маршала Линь Бяо в 1971 г.
Возможной причиной этому могло быть то, что влияние «Банды четырёх» начало падать ещё до смерти Мао Цзэдуна, когда в январе 1976 г. умер Чжоу Эньлай, место которого впоследствии занял безызвестный на тот момент Хуа Гофэн. В апреле 1976 г. Хуа Гофэн был назначен премьер-министром Госсовета КНР, а после смерти Мао он стал Председателем КПК.
В апреле 1976 г. «Банда четырёх» начала борьбу против Дэн Сяопина и Мао Цзэдун вновь отстранил его от власти, однако после смерти Мао он вернулся и к 1978 году фактически управлял деятельностью партии и государством. Члены «Банды» надеялись на поддержку генералов Ван Дунсина (руководитель Центрального бюро безопасности КПК, начальник охраны высшего руководства) и Чэнь Силяня (командующий Пекинским военным округом), но те остались верны Хуа Гофэну. 6 октября 1976 г. подчинённый Ван Дунсину «Отряд 8341» по приказу Хуа Гофэна произвёл арест лидеров левацкой фракции и их соратников. Против них была развёрнута широкая пропаганда, в рамках которой они были названы «Бандой четырёх», а также члены группировки были обвинены в беспорядках, имевших место в стране во время революции.
Хан Суинь даёт детальное объяснение поражению «Банды четырёх»:
В тот вечер [6 октября 1976 г.] состоялся чрезвычайный съезд Политбюро в Большом народном зале. Присутствие членов левой фракции было обязательным. Так как Ван Дунсин был их ближайшим сторонником, они не могли подозревать его… Но когда они прошли в двери во входное фойе, их арестовали и вывели в наручниках. Затем спецподразделением 8341 был произведен арест мадам Цзян Цин в её резиденции, Дяоюйтай 17 (钓鱼台 17). Мао Юаньсинь был арестован в ту ночь в Маньчжурии. Пропагандисты «Банды четырёх» в Пекинском университете и в печатных изданиях были взяты под охрану. Все аресты прошли тихо и необычайно оперативно. Сторонники «Банды» в Шанхае получили сообщение о немедленной встрече в Пекине, где они были арестованы по прибытии. Так, не пролив ни капли крови, были разрушены планы «Банды» по захвату власти.
21 октября началось открытое народное обвинение членов группировки, завершившееся в декабре публикацией документов, относящихся к преступлениям, в которых они обвинялись.

## Последствия
Сразу же после предотвращённой попытки государственного переворота Хуа Гофэн, бывший преемником Мао Цзэдуна, Е Цзяньин, а также Чэнь Юнь и Ли Сяньнянь сформировали обновлённое ядро партийного руководства. Последние трое вместе с генералом Ван Дунсином оказывали поддержку недавно реабилитированному Дэн Сяопину, который был избран заместителем председателя партии в августе 1977 года на 11 съезде КПК. В состав Политбюро были включены 4 маршала, 7 генералов и 5 других военачальников, что отражало стремление руководства к установлению национальной стабильности.

## Судебный процесс
В 1981 г. четыре свергнутых лидера были подвергнуты показательному судебному процессу и осуждены за антипартийную деятельность. Во время суда Цзян Цин пыталась оказать всяческое сопротивление, громко протестовала, бросалась в слезы. Она была единственным членом «банды», кто пытался оправдать себя. Основным аргументом защиты было то, что она всегда выполняла приказания Мао Цзэдуна. Чжан Чуньцяо отказался признать свою причастность к деятельности группировки. Яо Вэньюань и Ван Хунвэнь признали свою вину и раскаялись.
Сторона обвинения отделяла политические ошибки группировки от действительных преступлений. К последним относился неправомерный захват и использование государственной и партийной власти, гонения на 750 000 человек, 34 375 из которых погибли в период с 1966—1976 гг. Официальные документы по данному судебному процессу не были опубликованы.
Цзян Цин и Чжан Чуньцяо были приговорены к смерти, но впоследствии их наказание было смягчено до пожизненного заключения. Ван Хунвэнь был приговорен к пожизненному заключению, а Яо Вэньюань — к 20 годам лишения свободы. В дальнейшем все члены группировки были освобождены. В настоящее время их уже нет в живых: Цзян Цин покончила с собой в 1991 г., Ван Хунвэнь умер в 1992 г., а Чжан Чуньцяо и Яо Вэньюань — в 2005 г.
Сторонники «Банды» Чэнь Бода и Мао Юаньсинь были также осуждены.

## Продолжения
Во второй половине 1970-х годов в руководстве КПК шло противоборство между реформатором Дэн Сяопином и консерватором Хуа Гофэном. Группа высокопоставленных сторонников Хуа Гофэна — Ван Дунсин, У Дэ, Цзи Дэнкуй и Чэнь Силянь — получила название «Малая банда четырёх». На III пленуме ЦК КПК в декабре 1978 была утверждена программа реформ, позиции Хуа Гофэна и «четвёрки» оказались резко подорваны. В феврале 1980 «Малая банда четырёх» была отстранена от партийного руководства и выведена из политики.
В 2012—2015 годах была арестована и осуждена группа высокопоставленных коррупционеров — Чжоу Юнкан, Бо Силай, Лин Цзихуа, Сюй Цайхоу — получившая название «Новая банда четырёх». В этом случае, однако, идеологическая мотивация практически отсутствовала (хотя члены группировки отличались консервативно-маоистскими взглядами), объединяющей основой являлись коррупционные связи и карьерная взаимоподдержка.

## В советской пропаганде
- Процесс (реж. А. Габрилович, 1982 г.)